# William Latimer (helléniste)
Pour les articles homonymes, voir William Latimer.
William Latimer, né vers 1467 et décédé en 1545, est un prêtre catholique et helléniste anglais de la Renaissance.

## Biographie
Latimer étudia à l’Université d'Oxford où il obtint le grade de bachelier ès Arts avant d'être reçu comme fellow d’All Souls College en 1489. Dans les années 1490, Latimer se rendit en Italie pour y étudier le grec ancien ; en 1502, il obtenait le titre de Maître ès arts de l’Université de Ferrare.
Peu après son retour en Angleterre en 1502, Latimer entra dans les ordres. Il concilia par la suite comme il put les voyages avec les devoirs du sacerdoce. Il employait ses quelques loisirs à enseigner au Canterbury College d'Oxford où il eut, entre autres étudiants, le futur archevêque Reginald Pole.
Latimer était l'un des érudits les plus réputés de son temps, comme en témoigne le fait qu'il enseigna à Reginald Pole et qu'il fut choisi comme conseiller par Henri VIII pour étudier les implications théologiques de son divorce avec Catherine d'Aragon. Latimer était un correspondant de Thomas More et de Didier Érasme, qu'il aida pour mener à bien une nouvelle édition gréco-latine du Nouveau Testament.
Bien qu'on ignore la date exacte de sa mort, Latimer dut mourir entre avril (date à laquelle il signa son testament) et octobre 1545 (lorsqu'on exécuta ses dernières volontés).